# Peloropeodes exiguus
Peloropeodes exiguus är en tvåvingeart som först beskrevs av Van Duzee 1933.  Peloropeodes exiguus ingår i släktet Peloropeodes och familjen styltflugor.
Artens utbredningsområde är Guatemala. Inga underarter finns listade i Catalogue of Life.